# Magnotillus nodulosus
Magnotillus nodulosus là một loài bọ cánh cứng trong họ Cleridae. Loài này được Pic miêu tả khoa học năm 1936.